# Championnats d'Europe de lutte 1995
Navigation
Édition précédente Édition suivante
Les Championnats d'Europe de lutte 1995 se sont tenus à Fribourg-en-Brisgau (Allemagne) en 1995 pour la lutte libre et à Besançon (France) en avril 1995 pour la lutte gréco-romaine.

## Podiums

### Hommes

#### Lutte gréco-romaine
| Catégories | Or                         | Argent                      | Bronze                     |
| ---------- | -------------------------- | --------------------------- | -------------------------- |
| 48 kg      | Ioannis Agatzanian (GRE)   | Zafar Guliyev (RUS)         | Oleg Kucherenko (GER)      |
| 52 kg      | Armen Nazarian (ARM)       | Alfred Ter-Mkrtychyan (GER) | Andriy Kalashnykov (UKR)   |
| 57 kg      | Ruslan Khakymov (UKR)      | Aghasi Manukyan (ARM)       | Jan Ulbrich (GER)          |
| 62 kg      | Włodzimierz Zawadzki (POL) | Sergey Martynov (RUS)       | Igor Petrenko (BLR)        |
| 68 kg      | Ghani Yalouz (FRA)         | Ryszard Wolny (POL)         | Marko Yli-Hannuksela (FIN) |
| 74 kg      | Stoyan Stoyanov (BUL)      | Mircea Constantin (ROU)     | Vladimir Kopytov (BLR)     |
| 82 kg      | Sergey Tsvir (RUS)         | Hristo Stantchev (BUL)      | Gocha Tsitsiashvili (ISR)  |
| 90 kg      | Gogi Koguashvili (RUS)     | Maik Bullmann (GER)         | Vyacheslav Oliynyk (UKR)   |
| 100 kg     | Mikael Ljungberg (SWE)     | Heorhiy Soldadze (UKR)      | Sergey Lishtvan (BLR)      |
| 130 kg     | Aleksandr Karelin (RUS)    | Şaban Donat (TUR)           | Serghei Mureico (MDA)      |

#### Lutte libre
| Catégories | Or                         | Argent                 | Bronze                   |
| ---------- | -------------------------- | ---------------------- | ------------------------ |
| 48 kg      | Vugar Orujov (RUS)         | László Óváry (HUN)     | Viktor Yefteni (UKR)     |
| 52 kg      | Namiq Abdullayev (AZE)     | Metin Topaktaş (TUR)   | Ivan Tsonov (BUL)        |
| 57 kg      | Aslanbek Fidarov (UKR)     | Serafim Barzakov (BUL) | Arif Abdullayev (AZE)    |
| 62 kg      | Magomed Azizov (RUS)       | Jürgen Scheibe (GER)   | Sergey Smal (BLR)        |
| 68 kg      | Vadim Bogiyev (RUS)        | Yüksel Şanlı (TUR)     | Arayik Gevorgyan (ARM)   |
| 74 kg      | Alexander Leipold (GER)    | Turan Ceylan (TUR)     | Nasir Gadshichanov (RUS) |
| 82 kg      | Mogamed Ibragimov (AZE)    | Serhiy Hubrynyuk (UKR) | Rasul Katinovasov (RUS)  |
| 90 kg      | Makharbek Khadartsev (RUS) | Eldar Kurtanidze (GEO) | Sagid Murtazaliev (UKR)  |
| 100 kg     | David Musulbes (RUS)       | Milan Mazáč (SVK)      | Arawat Sabejew (GER)     |
| 130 kg     | Mahmut Demir (TUR)         | Murabi Valiev (UKR)    | Leri Khabelov (RUS)      |